# Харчук Борис Миколайович
Борис Миколайович Харчук (позивний —HUNTER; нар. 1983, Житомирська область) — український військовослужбовець, головний сержант 13 ОДШБт 95 ОДШБр Збройних сил України, учасник російсько-української війни. Герой України (2022).

## Життєпис
Закінчив Житомирське ПТУ № 15 за спеціальністю «водій-електрогазозварювальник».
2001 року проходив строкову службу в 1121-му навчальному зенітному ракетному полку; нині в складі 13-го окремого десантно-штурмового батальйону 95-ї окремої десантно-штурмової бригади.
Учасник АТО/ООС.
Бере участь у відбитті збройної агресії Російської Федерації з 24 лютого 2022 року і має бойовий досвід з 2014 року. За час повномасштабного вторгнення група під керівництвом майстер-сержанта неодноразово знищувала сили й засоби противника, успішно здійснювала засідки та прикриття інших груп, що приводило до успішного виконання бойового завдання та відбиття ворожих наступів. У середині червня під час відбиття атаки противника Борис Харчук зазнав осколкових поранень та втратив третину лівої руки.
- звання Герой України з врученням ордена «Золота Зірка» (14 жовтня 2022) — за особисту мужність і героїзм, виявлені у захисті державного суверенітету та територіальної цілісності України, вірність військовій присязі[2];
- орден «За мужність» II ступеня (11 квітня 2022) — за особисту мужність і самовіддані дії, виявлені у захисті державного суверенітету та територіальної цілісності України, вірність військовій присязі[3];
  - орден «За мужність» III ступеня (7 березня 2019) — за особисті заслуги у зміцненні обороноздатності, захисті державного суверенітету і територіальної цілісності України, зразкове виконання службового обов'язку[4];
- Народний герой України.